# Nathan Ribeiro
Nathan Ribeiro (nacido el 2 de junio de 1990) es un futbolista brasileño que se desempeña como defensa.

## Trayectoria

### Clubes
| Club           | País   | Año         |
| -------------- | ------ | ----------- |
| Al-Rayyan      | Catar  | 2010 - 2018 |
| Fluminense     | Brasil | 2018        |
| Kashiwa Reysol | Japón  | 2018 -      |

## Estadística de carrera

### J. League
| Club           | Año   | J. League | J. League | Copa J. League | Copa J. League | Total | Total |
| Club           | Año   | Part.     | Goles     | Part.          | Goles          | Part. | Goles |
| -------------- | ----- | --------- | --------- | -------------- | -------------- | ----- | ----- |
| Kashiwa Reysol | 2018  | 6         | 0         | 2              | 0              | 8     | 0     |
| Total          | Total | 6         | 0         | 2              | 0              | 8     | 0     |